# 软体动物分类表
| 生物分類表 |
| - 病毒分类表 - 古菌分類表 - 細菌分類表 - 原生生物分類表 - 藻類分類表 - 真菌分类表 - 植物分類表（NCBI） - 被子植物 APG 分类法 （I、II、III、IV） - 动物分类表 - 昆蟲分類表 - 软体动物分类表 - 魚類分類表 - 两栖动物分类表 - 爬行动物分类表 - 恐龍分類表 - 鸟类分类系统 - 鸟类传统分类系统 - 鳥類 DNA 分類系統 - 哺乳动物分类表 |

软体动物（Mollusca）可分为9个大纲，另有一纲的分类未明确，可能纳入软体动物门内，下表中带†号的是化石类群。 

## 单板纲（Monoplacophora）
- 罩螺目（Tryblidioidea）
- 古祐目（Archinacelloidea）†
- 弓壳目（Cyrtonellida）

## 无板纲（Aplacophora）
- 毛皮贝目（Caudofoveata）
- 新月贝目（Solenogastres）

## 多板纲（Polyplacophora）
- 古石鱉亞綱（Paleoloricata）†
  - 目（Chelodida）
  - 目（Septemchitonida）
- 石鱉亞綱（Loricata）/ 新石鱉亞綱（Neoloricata）
  - 鱗側石鱉目（Lepidopleurida）
  - 石鱉目（Chitonida）
    - 石鱉亞目（Chitonina）
    - 毛膚石鱉亞目（Acanthochitonida）

## 掘足纲（Scaphopoda）
- 角贝目（Dentaliida）
- 管角贝目（Gadilida）

## 双壳纲（Bivalvia）
- 古列齿亚纲（Palaeotaxodonta）
  - 湾锦蛤目（Nuculoida）
- 隐齿亚纲（Cryptodonta） 
  - 蛏螂目（Solemyoida）
- 翼形亚纲（Pteriomorphia）
  - 蚶目（Arcoida）
  - 贻贝目（Mytiloida）
  - 珍珠贝目（Pterioida）
- 古异齿亚纲（Palaeoheterodonta） 
  - 三角蛤目（Trigonioida）
  - 河蚌目（Unionoida）
- 异齿亚纲（Heterodonta）
  - 帘蛤目（Veneroida）
  - 海螂目（Myoida）
- 异韧带亚纲（Anomalodesmata）
  - 笋螂目（Pholadomyoida）

## 喙壳纲（Rostroconchia）†
- 利培壳目（Ribeirioida）
  - 利培壳科（Ribeiriidae）
  - 敏蜂壳科（Technophoridae）
- 强壮壳目（Ischyrinioida）
  - 强壮壳科（Ischyriniidae）
- 锥鸟壳目（Conocardioida）
  - 始翼壳超科（Eopteriacea）
    - 始翼壳科（Eopteriidae）

  - 锥鸟壳超科（Conocardiacea）
    - 锥鸟壳科（Conocardiidae）
    - 勃氏壳科（Bransoniidae）
    - 马心壳科（Hippocardiidae）

## 腹足纲（Gastropoda）

### 舊分類系統
- 前鳃亚纲（Prosobranchia）
  - 古腹足目（Archaeogastropoda）
  - 中腹足目（Mesogastropoda）
  - 新腹足目（Neogastropoda）
- 后鳃亚纲（Opithobranchia）
  - 翼足目（Pteropoda）
  - 囊舌目（Sacoglossa）
  - 无腔目
- 肺螺亚纲（Pulmonata）
  - 基眼目（Basommatophora）
  - 柄眼目（Stylommatophora）

### 新分類系統
- 前鰓類（Prosobranchia）
  - 珍珠蜑螺超目（Neritopsina）
  - 新進腹足超目（Caenogastropoda）
    - 吸螺目（Sorbeoconcha）
    - 主扭舌目（Architaenioglossa）
- 有肺類（Pulmonata）
  - 縮眼目（Systellommatophora）
  - 基眼目（Basommatophora）
  - 真肺目（Eupulmonata）

## 头足纲（Cephalopoda）
- 鹦鹉螺亚纲（Nautiloidea）
  - 鹦鹉螺目（Nautiloidea）
  - 短棒角石目（Plectronocerida）†
  - 愛麗斯木角石目（Ellesmerocerida）†
  - 內角石目（Endocerida）†
  - 珠角石目（Actinocerida）†
  - 觸環角石目（Tarphycerida）†
  - 箭鉤角石目（Oncocerida）†
  - 桿石目（Bactritida）†
- 直角石亚纲 (Orthoceratoidea) †
  - 袋角石目（Ascocerida）†
  - 直角石目（Orthocerida）†
  - 叠盘角石目（Discosorida）†
  - 假直角石目（Pseudorthocerida）†
  - 喇叭角石目（Lituitida）†
- 菊石亚纲（Ammonoidea）† 
  - 拟古菊石目（Agoniatitida）
  - 海神石目（Clymeniida）
  - 棱菊石目（Goniatitida）
  - 前碟菊石目（Prolecanitida）
  - 齒菊石目（Ceratitida）
  - 菊石目（Ammonitida）
- 鞘亚纲（Coleoidea）
  - 箭石下綱（Belemnoidea）†
    - 血箭石目（Hematitida）
    - 沟箭石目（Aulacocerida）
    - 閉箭石目（Phragmoteuthida）
    - 箭石目（Belemnitida）
    - 双箭石目（Diplobelida）

  - 新蛸下綱（Neocoleoidea）
    - 十腕總目 Decapodiformes
      - 目（Boletzkyida）?†
      - 乌贼目（Sepioidea）
      - 耳烏賊目（Sepiolida）
      - 旋烏賊目（Spirulida）
      - 枪形目（Teuthoidea） 
        - 开眼亚目（Oegopsida）
        - 闭眼亚目（Myopsida）

    - 八腕總目（Octopodiformes）
      - 八腕目（Octopoda）
        - 有鬚亞目（Cirrata）
        - 無鬚亞目（Incirrata）

      - 幽灵蛸目（Vampyromorpha）
        - 亞目（Kelaenina）?†
        - 原枪形亞目（Prototeuthina）†
        - 中魷亞目（Mesoteuthina）†
        - 幽靈蛸亞目（Vampyromorphina）

      - 口噬目（Trachyteuthis）†

## 太陽女神螺纲（Helcionelloida）†
- 古鰓亞綱（Archaeobranchia）
  - 太陽女神螺形目（Helcionelliformes）
  - 目（Pelagiellifomes）
- 亞綱（Divasibranchia）
  - 目（Khairkhaniifomes）
- 右鰓亞綱（Dextrobranchia）
  - 目（Onychochiliformes）

## 竹节石纲（Tentaculita）†
- 竹节石目（Tentaculitida）
- 等环节石目（Homoctenida）
- 珠胚节石目（Dacryoconarida）

可能纳入软体动物门，分类未明确。